# Багряний бігун (фільм, 1925)
«Багряний бігун» (англ. The Crimson Runner) — американська драма режисера Тома Формана 1925 року.

## У ролях
- Прісцилла Дін — Бьянка Шребера
- Бернард Сігел — Альфред Шребера
- Алан Хейл — Грегор
- Ворд Крейн — граф Менгерд фон Бауер
- Джеймс Нілл — барон Рудольф
- Чарльз Хілл Майлз — барон Семлін
- Ільза Де Ліндт — принцеса Сесіль
- Мітчелл Льюїс — Конрад (чорний)
- Тейлор Холмс — Бобо
- Артур Міллетт — капітан поліції